# Župnija Rogatec
Župnija Rogatec je rimskokatoliška teritorialna župnija Dekanije Rogatec Škofije Celje.
Do 7. aprila 2006, ko je bila ustanovljena Škofija Celje, je bila župnija del Kozjanskega naddekanata Škofije Maribor.